# Isambard Kingdom Brunel
Isambard Kingdom Brunel, född 9 april 1806 i Portsmouth, Hampshire, död 15 september 1859 i London, var en brittisk ingenjör.

## Uppväxt
Isambard Kingdom Brunel var son till den invandrade franske ingenjören Sir Marc Isambard Brunel och Sophia Kingdom och växte upp i Portsmouth. Han utbildades bland annat vid College de Henri Quatre i Paris, som var känt för den höga kvaliteten på sin matematiska utbildning.

## Great Western Railway
Brunel var drivande i att bygga ut Englands järnväg. I mars 1833 anställdes Brunel som chief engineer i Great Western Railway Company där han arbetade med att bygga järnväg mellan London och Bristol. Lantmäteriarbetet för hela sträckan gjordes av Brunel personligen. Han arbetade med teknikutveckling och drev igenom ett antal banbrytande beslut. Järnvägen byggdes som bredspår (spårvidd 2140 mm, 7 fot 0+1⁄4 tum), för högsta hastighet, säkerhet och komfort. Han lade rutten genom relativt obebyggda områden och undvek i största möjliga mån stigningar. Härtill kom ett antal kvalificerade lösningar som bland annat Maidenheadbron (med världens längsta tegelspann), Royal Albert Bridge, skärningen vid Sonning, Boxtunneln och Paddington station. Brunel konstruerade även järnvägens övriga byggnader och exempel på dessa finns bevarade i Bristol (Temple Meads), Mortimer, Charlbury och Bridgend (Italiensk stil) och Culham (Tudorstil). Exempel på lokstall i trä finns bevarade i Frome och Kingswear.
Genom sin unika bredspåriga järnväg kunde Brunel också driva utveckling av lokomotiv. Hans egna konstruktioner var mindre framgångsrika, förutom North Star, och han anställde den blott 20-årige Daniel Gooch (senare adlad Sir Daniel Gooch) som ansvarig för utvecklingen av lokomotiv. Brunel placerade lokverkstäderna i den då obetydliga byn Swindon, precis halvvägs mellan London och Bristol mätt i antal hjulrotationer. Där konstruerades 1846 det första egna loket, Iron Duke, som nådde en hastighet av 110 km/h i reguljär trafik, en för den tiden oerhörd hastighet.
Brunel initierade Great Western Railways byggande av ett ångfartyg som en ytterligare förlängning av resan västerut över Atlanten från Bristol till New York. År 1838 öppnades linjen för trafik via ångfartyget SS Great Western.

## Övriga järnvägsbyggen

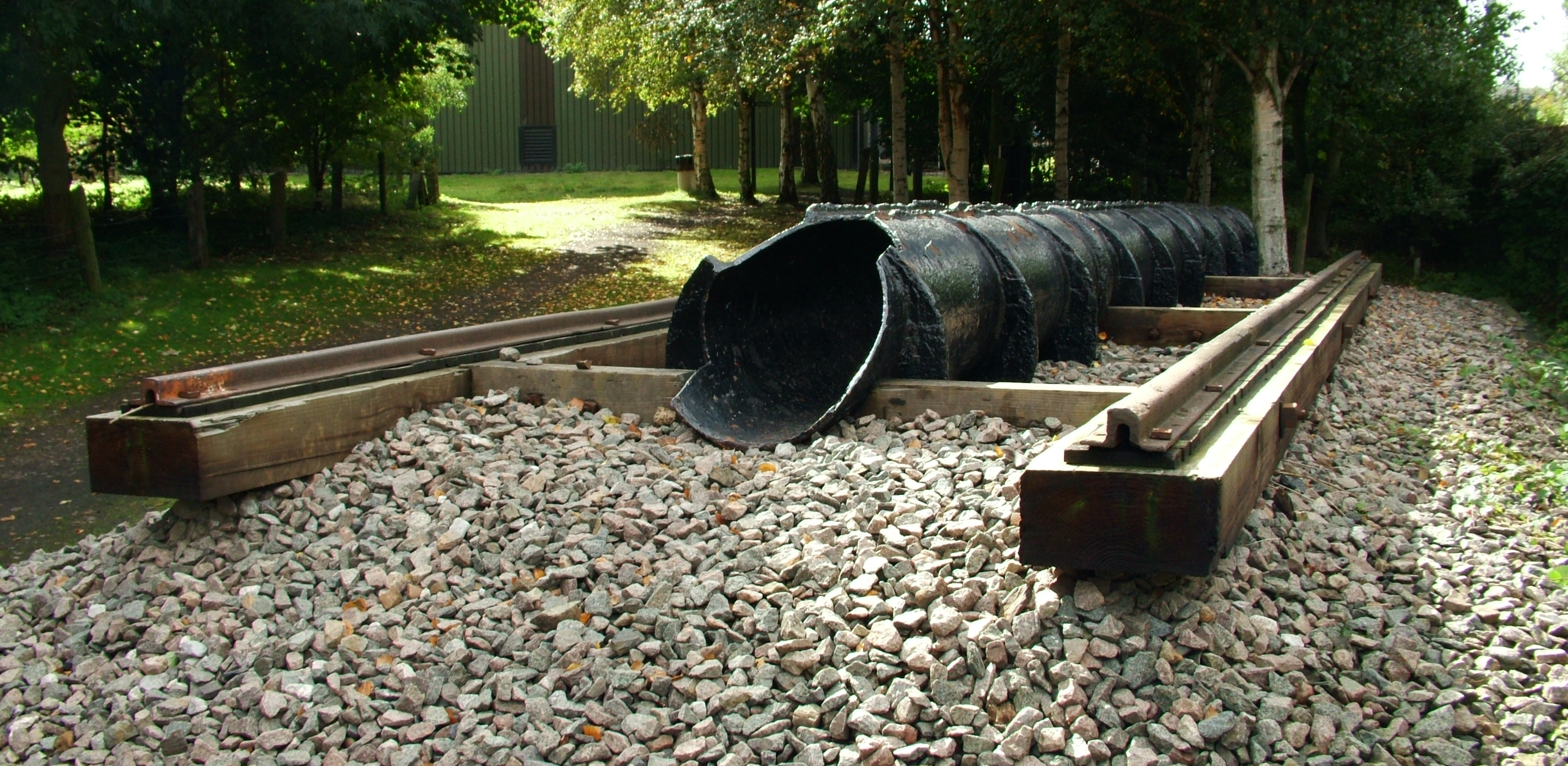
En rekonstruktion av Brunels "atmospheric railway", med en del av det ursprungliga vakuum-röret vid Didcot Railway Centre

Brunel låg bakom byggandet av mer än 1600 km järnväg och arbetade i projekt över hela världen, bland annat arbetade han med linjen mellan Florens och Pistoia 1844–1848 i dåvarande storhertigdömet Toscana i nuvarande Italien, East Bengal Railway i Indien 1855–1859 och linjen mellan Melbourne och Williamstown i Australien 1858–1859.
Många järnvägar i sydvästra England och Wales bär Brunels prägel och många kom att uppgå i Great Western Railway, både sådana med bredspår och med vanlig standardspårvidd. 
Ett unikt och framåtblickande projekt var Brunels "atmospheric caper". För att eliminera problemen med lok föreslog och byggde Brunel en järnväg mellan Exeter och Newton (numera Newton Abbot) som drevs av en pistong som löpte i ett rör mellan rälerna på spåret. En pumpstation skapar ett undertryck som suger pistongen framåt och drar tåget med sig. Tätningen bestod av läder som smordes med talg. Försöket drevs under ett år, men lädertätningen slets hårt, fungerade dåligt i kyla och åts upp av råttor, med höga underhållskostnader som följd. Pumphus finns bevarade i Totnes och Starcross.

## Fartyg
Brunel konstruerade tre berömda ångfartyg: S/S Great Western (sjösatt 1837), S/S Great Britain (sjösatt 1843) och S/S Great Eastern (sjösatt 1858). S/S Great Britain har restaurerats och är idag ett museum i Bristol.

## Broar och tunnlar

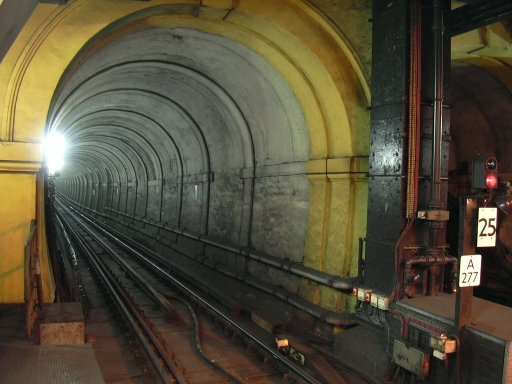
Thamestunneln sedd från Wapping-stationens perrong

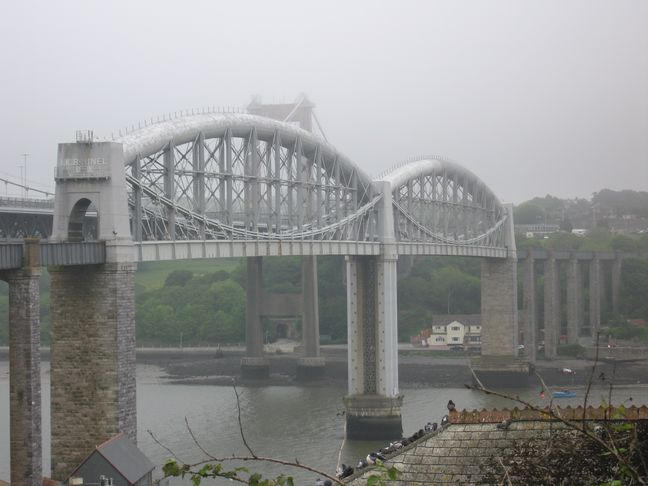
Royal Albert Bridge

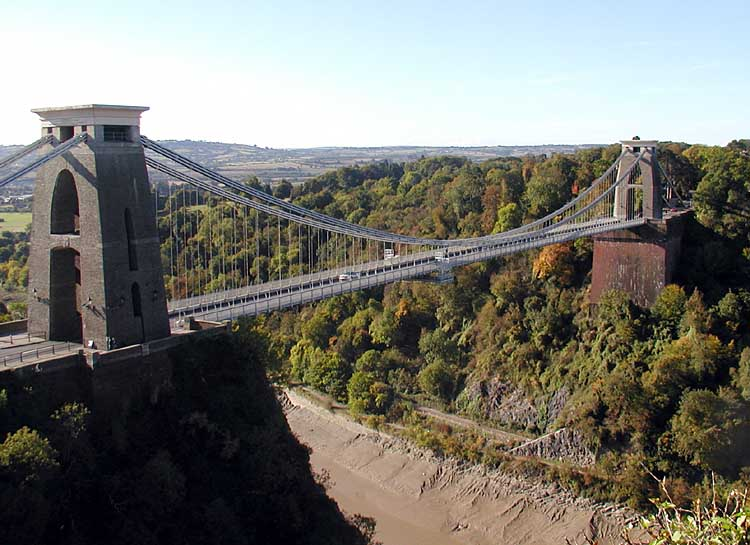
Clifton Suspension Bridge

Brunel blev 1827 som 20-åring ansvarig för byggandet av världens första undervattenstunnel, Thamestunneln under Themsen i London, som fadern Marc Isambard Brunel dragit upp planerna för. Tunneln färdigställdes 1841 efter att ha rasat in och översvämmats flera gånger så att projektet gick i stå och stod utan finansiärer en tid. Vid den andra översvämningen 1828 lyckades Brunel nätt och jämnt undkomma att förolyckas. Tunneln var först tänkt att användas för trafik med häst och vagn. Från och med 1869 kom tunneln att användas som järnvägstunnel och är i dag en del av Londons tunnelbana mellan stationerna Rotherhithe och Wapping på Easter London Line.
Han konstruerade även flera broar och viadukter. Bland annat den första järnvägsbron över floden Tamar, Royal Albert Bridge vid Saltash nära Plymouth, som la grunden till Great Western Railways linje från London och Clifton Suspension Bridge i Bristol, som påbörjades 1831 och öppnades den 8 december 1864, efter Brunels död. Bron var med en längd på 213 meter och med en höjd över floden Avon på 61 meter den längsta i sitt slag vid tiden för öppnandet. Brunel moderniserade även hamndockorna i Bristol, Plymouth och Cardiff.

## Krimkriget
Under Krimkriget konstruerade Brunel världens första prefabricerade fältsjukhus.

## Utmärkelser
Brunel blev 2002 vald som den näst Winston Churchill störste britten genom tiderna i en omröstning av BBC:s tittare.
I Sverige är han dock ytterst okänd trots sin stora betydelse för den industriella revolutionen. Brunel ligger begravd i en oansenlig familjegrav som är svår att hitta på Kensal Green Cemetery i London.
Vid invigningsceremonin vid olympiska sommarspelen 2012 spelade Sir Kenneth Branagh rollen som Brunel.